# 呼和诺尔
呼和诺尔、也作呼和淖尔（意为“青色的湖泊”），是一个位于中国内蒙古自治区乌兰察布市四子王旗江岸苏木境内的湖泊，地处江岸苏木政府驻地以北约27千米处，水面高程946米，水深7～8米，水质苦咸，水面面积21.13平方千米。
呼和诺尔湖泊形状为椭圆形，东北至西南长，西北至东南窄；主要入湖河流为东南角汇入的塔布河。湖东南有查干诺尔，两湖之间有水道连通，洪水时由查干诺尔汇入呼和诺尔。
在2021年四子王旗人民政府发布河湖管理范围划定成果的公告中，划定的呼和淖尔管理范围边界线长度为29.22千米、面积29.42平方千米。